# NGC 4251
NGC 4251 is een lensvormig sterrenstelsel in het sterrenbeeld Hoofdhaar. Het hemelobject werd op 11 april 1785 ontdekt door de Duits-Britse astronoom William Herschel.

## Synoniemen
- UGC 7338
- MCG 5-29-50
- ZWG 158.60
- PGC 39492